# NApOc Barão de Teffé (H-42)
O NApOc Barão de Teffé (H-42) foi um navio do tipo quebra-gelo com a função de apoio oceanográfico da Marinha do Brasil. O nome do navio homenageia o diplomata, geógrafo, político e Almirante brasileiro Antônio Luís von Hoonholtz (1837-1931). 

## História

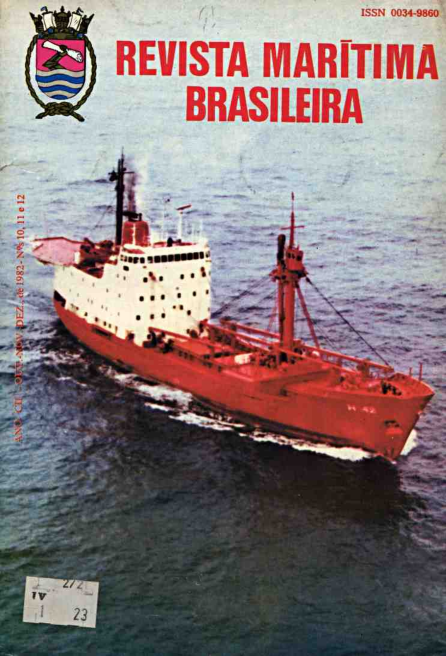
O navio na capa de edição de 1982 da Revista Marítima Brasileira.

Construído como um navio cargueiro na Dinamarca, foi lançado ao mar em 1957.
Em 1982 foi adquirido pela Marinha do Brasil e re-equipado para fazer parte da Operação Antártica (OPERANTAR 1) do Programa Antártico Brasileiro (PROANTAR). Foi uma das embarcações pioneiras das missões brasileiras ao continente gelado, tendo participado em 12 Operações Antártica. Foi do convés do Barão de Teffé que partiu o helicóptero que realizou o primeiro pouso na Antártica.
Entre 2 e 13 de dezembro de 1984, o Navio de Apoio Oceanográfico (NApOc) Barão de Teffé (H-42), participou da instalação do farolete Comandante Ferraz  na ilha do Rei George, arquipélago das Shetland do Sul, Antártica. Encerrou as suas viagens ao Continente Antártico em 1994, após o regresso da Operação Antártica XII.
Em janeiro de 1995 realizou sua primeira missão como navio farol e em 23 de julho de 2002 o H-42 recebeu baixa do serviço militar. Foi sucedido pelo navio oceanográfico Ary Rongel.

### Capa de revista em 1982
Em 1982 o navio foi capa da Revista Marítima Brasileira, que também retratou o emblema da embarcação científico-militar numa reportagem sobre a presença do Brasil no continente gelado.

## Filatelia
A imagem do navio está estampada em selo comemorativo da primeira expedição brasileira a Antártica pelo Correio do Brasil.